# Joseph August Beringer

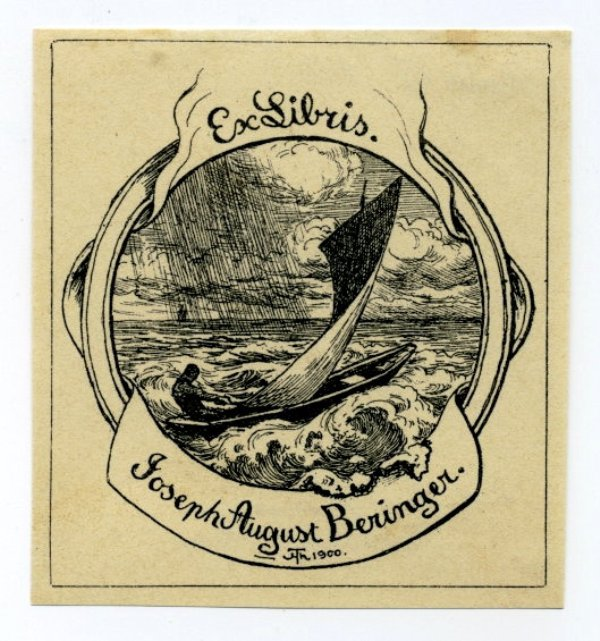
Exlibris für Joseph August Beringer von Hans Thoma

Joseph August Beringer (* 27. Januar 1862 in Niederrimsingen; † 6. Dezember 1937 in Mannheim) war ein deutscher Lehrer und Kunsthistoriker.
Beringers Kunstverständnis war traditionell geprägt. Er lehnte die heute als Klassische Moderne geltenden Kunstrichtungen deutlich ab. Er veröffentlichte zahlreiche Publikationen, die der Kurpfalz und Baden galten. Sein nationales Engagement verschaffte ihm im Dritten Reich ein hohes Ansehen, relativiert sein Lebenswerk allerdings aus heutiger Sicht als einseitig.

## Leben
Joseph August Beringer wurde 1862 als Sohn von Josef Beringer († 1872) und Maria Beringer (geborene Danner) in Niederrimsingen geboren. Von 1868 bis 1875 besuchte er die Volksschule in Niederrimsingen und danach bis zum Reifezeugnis 1879 die Realschule in Karlsruhe. Von 1879 bis 1880 absolvierte er das Lehrerseminar in Ettlingen.
1880 bis 1882 arbeitete er an der Höheren Bürgerschule in Kenzingen. 1882 leistete er Militärdienst beim 6. Badischen Infanterie-Regiment. Nr. 114 in Konstanz. Von 1882 bis 1884 arbeitete er an der Höheren Bürgerschule in Hornberg. 1884 studierte er an der Technischen Hochschule in Karlsruhe Mathematik und Naturwissenschaften. 1985 schloss er mit der Realschullehrerprüfung ab. Es folgten in raschen Wechsel Anstellungen an der Höheren Mädchenschule in Karlsruhe, 1886 am Karlsruher Realgymnasium und an der Höheren Bürgerschule in Schopfheim. Von 1886 bis 1888 arbeitete er am Realgymnasium in Mannheim, 1888 an der Höheren Mädchenschule in Freiburg im Breisgau, am Realgymnasium in Ettenheim und von 1888 bis 1890 an der Realschule in Karlsruhe.
1890 erhielt Beringer eine etatmäßige Lehrstelle an der Realschule in Mannheim. 1901 heiratete er Auguste Florentine (1863–1952), geborene Stammel. Die Ehe blieb kinderlos. 1902 unterrichtete Beringer an der Oberrealschule in Mannheim. Er wechselte noch im selben Jahr ans Realgymnasium der Lessingschule in Mannheim. 1924 wurde er in den Ruhestand versetzt, übernahm aber 1924 bis 1925 noch einmal eine Stellvertretung an der Lessingschule in Mannheim. 1927 ging er wieder in den Ruhestand.
Beringer suchte immer wieder nach anderen Aufgaben außerhalb des Lehrerberufes und fand in der Kunstgeschichte ein neues Betätigungsfeld. Neben seiner Tätigkeit als Lehrer studierte er 1897 bis 1902 an der Universität Heidelberg Kunstgeschichte, Philosophie, Literatur- und Musikgeschichte. 1902 schloss er sein Studium bei Henry Thode ab. Seine Dissertation beschäftigte sich mit der Geschichte der anfangs privaten Mannheimer Zeichnungsakademie, die seine Studie über Leben und Werk deren Gründers Peter A. von Verschaffelt ergänzte.

## Tätigkeit als Kunsthistoriker
Unter den zahlreichen Publikationen von Beringer wurde insbesondere sein Buch „Badische Malerei im neunzehnten Jahrhundert“ von 1913 bekannt, das 1922 in erweiterter Fassung unter dem Titel „Badische Malerei 1770–1920“ neu erschien. In mehreren Bücher und Aufsätzen schrieb Beringer über Hans Thoma und veröffentlichte dessen Radierungen, Skizzenbücher, Erinnerungen und Briefe. Thoma setzte ihn zum Verwalter seines Nachlasses ein. Beringer gehörte zu den Gründern der Hans Thoma-Gesellschaft und war ihr erster Vorsitzender.
Beringer war mit über 60 Artikel zu badischen Künstlern (so auch über seinen Freund Hans Adolf Bühler) ein engagierter Mitarbeiter des Allgemeinen Lexikons der Bildenden Künstler von der Antike bis zur Gegenwart. Er verfasste 16 Artikeln in den Badischen Biographien und war auch für andere biografische Nachschlagewerke tätig.
Beringer trat seit den frühen 1920er-Jahren als Kritiker auf dem Gebiet der völkischen Kunstpublizistik in Erscheinung. So taxierte er z. B. im Karlsruher Tagblatt vom 3. August 1925 die Ankäufe der Kunsthallen und die von Gustav Friedrich Hartlaub in diesem Jahr in Mannheim organisierten Ausstellung Neue Sachlichkeit als „Sammlungen von Zeugnissen geistiger und seelischer Erkrankungen“.
In den Jahren ab 1923 hielt Beringer an der Handelshochschule in Mannheim Vorlesungen in Kunstgeschichte. 1933 erhielt er den Titel eines Professors verliehen. 1933 und 1934 hielt er Vorträge an der Hochschule der bildenden Künste in Karlsruhe über die Geschichte der badischen Malerei.
Beringer war Mitglied des Schriftleitungsausschusses der von der Deutschen Kunstgesellschaft herausgegebenen Zeitschrift „Das Bild“. Er beteiligte sich an der Organisation der am 4. April in der Kunsthalle Mannheim eröffneten Ausstellung „Kulturbolschewistische Bilder“. Diese „Schreckenskammer“ war als Vorläufer der späteren Ausstellung Entartete Kunst die allererste Ausstellung seit der Machtergreifung, die ein ausschließlich diffamatorisches Ziel verfolgte. Beringer war Mitglied des Mannheimer Kunstvereins und übernahm zwischenzeitlich dessen Geschäftsführung in den Jahren 1933/1934. In dieser Funktion eröffnete er am 29. Oktober 1933 die „I. Wanderausstellung Deutscher Kunst“. Am 17. Mai 1933 hielt er auf Einladung des Kampfbundes für deutsche Kultur an der Universität Heidelberg einen Vortrag über die „Herabwürdigung der deutschen Kunst in den Jahren 1918 bis 1933“, an den sich die Bücherverbrennung auf dem Universitätsplatz anschloss. Bis 1935 betätigte er sich als Bezirkspfleger der Kunst- und Alterdenkmäler für den Amtsbezirk Mannheim.